# Neortholomus nevadensis
Neortholomus nevadensis är en insektsart som först beskrevs av Baker 1906.  Neortholomus nevadensis ingår i släktet Neortholomus och familjen fröskinnbaggar. Inga underarter finns listade i Catalogue of Life.